# Шведска гранчица
Шведска Гранчица је специјална мешавина лековитих биљака, чија се рецептура приписује Парацелзусу, швајцарском лекару који је живео око 1541. године. Сматра се да има разна лековита својства, али је најчешће користе за побољшање циркулације крви.
Рецептуру је у 18. веку открио шведски лекар др Самст, који је алкохолни екстракт ове мешавине назвао шведен битер. Овај лекар је сачинио и рукопис у коме описује 46 стања у којима примена шведен битера помаже. Постигавши светску славу, данас је ова тинктура увелико доступна како на легалном фармацеутском, тако и на дивљем тржишту.

## Састојци према рецепту Марије Требен
Данашњи аустријски шведен битер, који је међу најпопуларнијим, састоји се од:
- Алоје
- Мире
- Шафрана
- Листа сене
- Камфора
- Корена рабарбаре
- Корена куркуме
- Мане
- Теријак венецијана
- Корена крављака
- Корена ангелике
- Ракије од жита

и још неких састојака занемарљиве важности.

## Лековитост према др Клаусу Самсту
Због књиге "Здравље из Божије апотеке" чији је аутор чувена аустријска траварка, Марија Требен, ова тинктура је достигла велику светску славу. Између осталог, она је у књизи објавила препис рукописа др Самста о лековитости овог препарата. Према том препису, шведен битер може да излечи или ублажи симптоме разних болести:
1. лечи болове у глави и несаницу, побољшава памћење
2. помаже против замућења очију, отклања црвенило и болове, запаљења, сиву мрену
3. лечи бубуљице, оспе сваке врсте, красте на телу
4. уклања бол и смањује некрозу зуба
5. лечи пликове на језику и друге ране
6. побеђује упалу грла и лечи ждрело
7. умирује грчеве у желуцу
8. ублажава колику
9. растерује ветрове у стомаку и хлади јетру, лечи све болести желуца и црева, помаже код затвора столице
10. регулише метаболизам, тешко варење и неварење хране
11. помаже код болова у жучи
12. помаже код водене болести
13. лечи болове и зујање у ушима, чак и врати изгубљен слух
14. помаже код болове у материци
15. олакшава порођај
16. помаже код упала млечних жлезда
17. лечи оспе код деце
18. добар против глиста, избацује пантљичару
19. ублажава болове код жутице
20. отварају све хемороиде, лече бубреге, одводе хипохондријску течност из тела, отклањају меланхолију и депресију, подстичу апетит и помажу варење
21. отвара унутрашње хемороиде, подстиче циркулацију и отклања жарење
22. отклања несвестицу
23. лечи болове фраса и они временом нестају
24. помаже код туберкулозе
25. регулише менструацију
26. помаже код белог прања, упале материце
27. ублажава напад епилепсије, и санира његове последице
28. лечи одузетост, отклања мучнину
29. лечи богиње са ватром и црвени ветар
30. лечи грозницу и слабост
31. лечи рак, старе богиње, брадавице, испуцале руке
32. лечи све ране, од ударца или убода; не дозвољава гангрену
33. уклања ожиљке
34. лечи све фистуле
35. лечи опекотине
36. помаже против чворуга и масница
37. враћа апетит
38. добро је код малокрвности; чисти крв, ствара нову, подстиче циркулацију
39. уклања реуматске болове зглобова
40. лечи смрзнуте руке и ноге
41. отклања курје око
42. лече ујед бесних паса или других животиња, отклања многе отрове
43. олакшавају симптоме куге и других заразних болести
44. помажу код сваке врсте несанице
45. интензивно потпомаже отрежњење од алкохола
46. јача тело, освежава живце и крв, отклања дрхтање руку и ногу

За тачна упутства за начин употребе у свакој од тих болести, погледати у брошури или књизи.

## Употреба
Може бити унутрашња и спољашња. Унутрашња се односи на орално уношење, у мањим количинама, док се спољашња односи на стављање облога на болно место.

## Унутрашње везе
- Фитотерапија
- Траварство